# Uromyces astragali-atropilosuli
Uromyces astragali-atropilosuli är en svampart som beskrevs av Gjaerum 1991. Uromyces astragali-atropilosuli ingår i släktet Uromyces och familjen Pucciniaceae.   Inga underarter finns listade i Catalogue of Life.